# Lofta kyrka
Lofta kyrka är en kyrkobyggnad som tillhör Lofta församling i Linköpings stift. Kyrkan ligger i Lofta socken i Västerviks kommun.

## Kyrkobyggnaden
Tidigare kyrka på platsen uppfördes på medeltiden. Kyrkan bestod av ett långhus med ett smalare rakt avslutat kor i öster och torn i väster. Korsarmar åt norr och söder tillkom senare.
Nuvarande kyrka uppfördes 1835-1837 efter ritningar av arkitekt Per Axel Nyström och invigdes 1837. 1889 byggdes kyrktornet på med en ny åttakantig lanternin som placerades ovanpå befintlig lanternin. 1896 försågs den undre lanterninen med tornur.
Kyrkan har en stomme av gråsten och består av ett stort långhus med inbyggd korabsid i öster. I väster finns ett kyrktorn som är indraget i långhuset.

## Inventarier
- Dopfunten av kalksten är tillverkad i Gotland på 1400-talet. Ännu en dopfunt av mässing är tillverkad på 1600-talet.
- Ett triumfkrucifix är från 1400-talet.
- Nattvardskärl och paten är från 1300-talet.
- Predikstolen, målad i vitt och guld, är samtida med nuvarande kyrka. En äldre predikstol är skänkt till kyrkan 1634.

### Orgel
- Orgeln är tillverkad 1856 av Marcussen & Søn. Den omändrades 1937. Orgeln är mekanisk.

#### Disposition
| Manual I          | Manual II     | Pedal        | Koppel |
| Borduna 16'       | Gedackt 8'    | Subbas 16'   | I/P    |
| Principal 8'      | Fugara 8'     | Principal 8' | II/P   |
| Rörflöjt 8'       | Rörflöjt 4'   | Oktava 4'    | II/I   |
| Viola di Gamba 8' | Waldflöjt 2'  | Basun 16'    |        |
| Oktava 4'         | Cymbel 3 chor |              |        |
| Quint 2 2/3'      |               |              |        |
| Oktava 2'         |               |              |        |
| Mixtur 4 chor     |               |              |        |
| Fagott 16'        |               |              |        |
| Trumpet 8'        |               |              |        |

Orgeln renoverad 1992 av Marcussen & Søn.

#### Diskografi
- Orgeln i Lofta kyrka : Michael Waldenby spelar verk av Buxtehude, Bach, Krebs, Widor & Waldenby. CD. LOFTACD 1. 1997.

### Tryckta källor

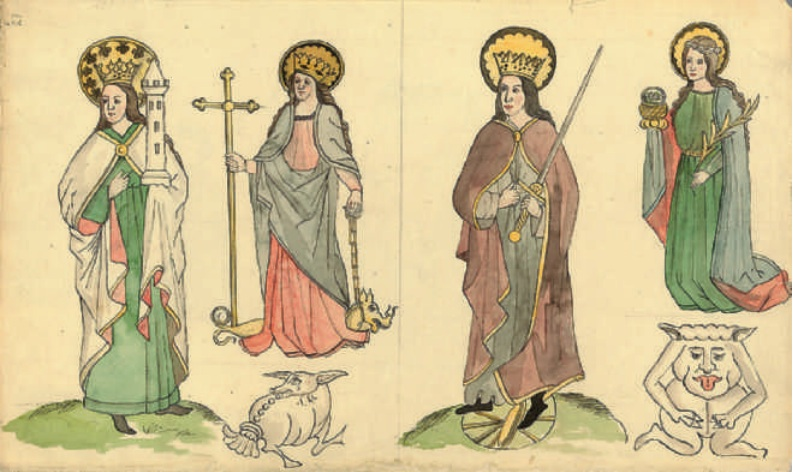
De fyra s.k. huvudjungfrurna, Barbara, Margareta, Katarina och Dorotea. Medeltida kalkmålning i Lofta kyrka, kopierad av C.S. Graffman år 1827.

### Webbkällor
- anläggningspresentation
- byggnadspresentation
- Lofta Hembygdsförening
- Sten-Åke Carlsson & Tore Johansson, red (1990). Inventarium över svenska orglar: 1989:II, Linköpings stift, Visby stift. Tostared: Förlag Svenska orglar. Libris 4108784
- Wikimedia Commons har media som rör Lofta kyrka.